# Tętnica pępkowa

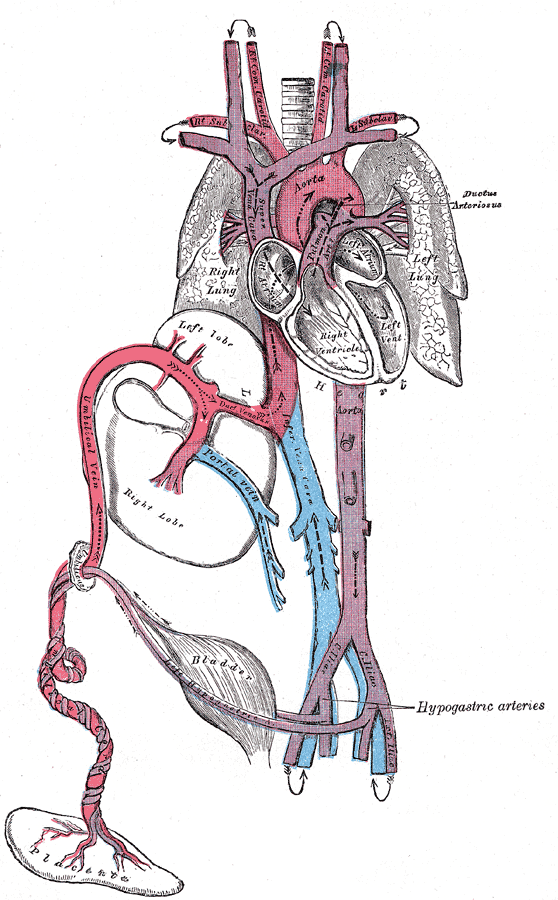
Krążenie płodowe. Tętnice pępkowe widoczne w dolnej części ilustracji

Tętnica pępkowa – w anatomii człowieka tętnica będąca gałęzią trzewną tętnicy biodrowej wewnętrznej, odchodzącą jako pierwsze naczynie z jej przedniego pnia. W życiu płodowym obie tętnice pępkowe przechodzą przez pierścień pępkowy, po czym biegną w pępowinie razem z żyłą pępkową i docierają do łożyska. W swoim początkowym odcinku tętnica pępkowa oddaje zwykle dwie (czasem jedną lub trzy) tętnice pęcherzowe górne, unaczyniające pęcherz moczowy.
Po narodzinach wewnątrzbrzuszny odcinek tętnicy pępkowej ulega zarośnięciu powyżej odejścia tętnic pęcherzowych górnych, tworząc więzadło pępkowe przyśrodkowe.